# 緑川早苗
緑川 早苗（みどりかわ さなえ、1968年 - ）は、日本の内分泌代謝内科医師、医学博士。宮城学院女子大学臨床医学教授。
2011年の福島第一原発事故後に子どもたちに対して実施された甲状腺超音波検査において、現場の最前線に立ちながら検査の弊害を訴えた。福島の甲状腺がん過剰診断問題における医療界の様々な軋轢を象徴する医師である。

## 経歴
奥会津出身。福島県立医科大学卒業後、福島県立医科大学糖尿病内分泌内科に入局。
2012年　福島県立医科大学放射線健康管理学講座に学内移動。
2013年　同准教授
2020年3月　福島県立医科大学を退職。2020年4月　宮城学院女子大学臨床医学教授。

### 福島県立医科大学における活動
2011年6月、福島県立医科大学糖尿病内分泌内科に在籍中、当時の鈴木眞一甲状腺検査部門長に協力を依頼され、検査に関わるようになった。
実際に自分で超音波検査も担当し、当事者たちの置かれている状況を目の当たりにした。検査担当者は受診者への説明が許されておらず、結果の説明ができないことに苦しい思いをした。また、受診者が甲状腺検査を受けることでかえって様々な問題を抱えてしまう、という状況を知った。その結果、甲状腺検査を提供することが必ずしも住民のためになっていないのではないか、と考えるようになった。
２巡目の検査で２年前の検査で所見がなかった人子どもに甲状腺がんが発見されたことにより、過剰診断の被害が発生している可能性に気づいたが、福島医大の他の医師からは根拠がないと一蹴される。2014年にNew England Journal of Medicineに無症状の対象者に対して超音波スクリーニングを実施すると過剰診断の健康被害が発生するとの論文が出され、過剰診断の可能性をより強く疑うようになる。
2015年までは外科の教授である鈴木眞一が甲状腺検査を担当していた。。福島医大の菊地臣一理事長・阿部正文放射線医学県民健康管理センター長は、甲状腺検査の責任者と手術の責任者が同一であれば手術に重きが置かれることで過剰診断のリスクが高まる、との認識を持ち、組織が変更されることとなった 。その結果、鈴木眞一に代わり、 大津留晶と緑川早苗のもとで甲状腺検査が行われることとなり、緑川はその中心的な役割を担うことになった 。
緑川はこれまでの経験から、対象者への説明を重視し、甲状腺検査に関する説明会の開催、検査会場での説明ブースの設置、初回検査で異常が見つかった後の精密検査でのサポート体制の構築を行った。2017年には国内の学会では初めて、日本内分泌学会で福島の甲状腺検査に伴う過剰診断の問題について報告した 。
2016年以降、学内会議等で過剰診断を減らす一案として甲状腺検査基準の見直しを提案するものの、住民の理解が得られない、等の理由で棄却された。このころから緑川らの過剰診断問題に対する取り組みに対し、様々な方面からブレーキがかけられるようになる。福島医大からは「住民を対象とした甲状腺検査の説明会の際、過剰診断という言葉を使ってはいけない」、「福島医大の名前で出す冊子や説明会の資料などに過剰診断の説明を入れてはいけない」、等の指導がなされた。
また、 環境省職員より「検査の不利益をトーンダウンして説明して欲しい」という依頼があり、断ったところ、その後説明会の担当から外されるようになった。2018年、「原発事故後であっても甲状腺がんスクリーニングは推奨しない」とするWHOの癌専門部会、IARCの提言が出された。しかし、緑川らが説明会等でこの提言を紹介しようとすると、その部分を削除するようにとの指導が福島医大から入った。
2018年3月末、甲状腺検査部門を解任されて健康コミュニケーション室への異動となり、甲状腺検査に直接関与することができなくなった。また、甲状腺検査関連の委員も解任される。2020年3月には大学の講座の存続自体が危ぶまれる状況にまで陥り、 大津留晶と共に 福島県立医科大学を辞すこととなった。

### 福島医科大学退職後の活動
- 2020年1月、福島医科大学在職中に、 大津留晶と共に福島で行われている甲状腺検査の意味や課題を知ってもらうための活動をしたり、甲状腺検査によって傷ついたり悩んだりした人の相談を受けるための非営利の任意団体、POFFを設立した[1] [3]。
- 2020年4月に植野映、 大津留晶、覚道健一、祖父江友孝、髙野徹、津金昌一郎、日高洋、Deborah H Oughton、Wendy Rogers、Hanneke M van Santen、Vicki J Schnadigらと、過剰診断問題に取り組む新たな学術団体、若年型甲状腺癌研究会Japan Consortium for Juvenile Thyroid Cancer（JCJTC）を設立した[1] [3]。
- 『はじまりのはる』で福島の若者たちの群像を描いた作品で定評のある 端野洋子による新作ラブコメディー（福島の甲状腺検査で甲状腺がんを発見されつつも、医学部を目指す少女を主人公）のコミックの医学監修[12]。コミックは『俺の初恋の人が兄とフラグを立てまくってつらい[13]』（講談社）
- 2023年8月の過剰診断の国際学会　Preventing overdiagnosis conferenceに参加し、発表を行う[14]

### 日本甲状腺学会雑誌を巡るできごと
緑川は日本甲状腺学会の機関紙である日本甲状腺雑誌の編集委員を務めていたが、2021年4月、編集担当として「甲状腺癌の過剰診断を考える」という特集を企画し、2021年4月に発行された。この特集号の論文のいくつかでは、福島の甲状腺検査に対する懸念が記載されていた。これに対して日本甲状腺学会理事会はただちに「日本甲状腺学会雑誌 12 巻 1 号に掲載された特集１『甲状腺癌の過剰診断を考える』についての日本甲状腺学会の立場について」という声明を出した。この声明では、この特集の意見は学会の一部の人の意見であること、学会は過剰診断問題にはずっと取り組んできたこと、学会は福島の甲状腺検査を支援していることが記載されており、緑川の特集の内容を実質的に否定するものになっていた。
2021年6月に雑誌編集委員会が開かれ、理事会の決定事項として、今後雑誌の掲載内容については理事会の承認が必要であることと、半年後に編集委員会に編集に関わらせずに理事会主導で別の特集を出すことが通知された。そして2021年10月に特集が発行され、福島の甲状腺検査では過剰診断についてはすでに対策済みであり、過剰診断と考えらえる症例はほぼない、とする論文が掲載された 。
2022年11月に編集委員会の解散が通知され、これにより緑川は学会の評議員以外の役職を全て降りることになった。緑川の学会におけるこのような立場に懸念を持った髙野徹（りんくう総合医療センター） が、2022年11月の評議委員会で理事会メンバーに対して質問に立ち、一度学会で緑川に講演をしてもらい話をじっくり聞いたらどうかと発言した。これに対して甲状腺学会理事長は回答を避けた。

## 論文
- Disaster-zone research: make participation voluntary.Midorikawa S, Ohtsuru A.Nature. 2020 [21]
- Comparative Analysis of the Growth Pattern of Thyroid Cancer in Young Patients Screened by Ultrasonography in Japan After a Nuclear Accident: The Fukushima Health Management Survey. Midorikawa S, Ohtsuru A, Murakami M, et al. JAMA Otolaryngol Head Neck Surg. 2018[22]
- Psychosocial Issues Related to Thyroid Examination After a Radiation Disaster. Midorikawa S, Suzuki S, Tanigawa K et al. (2017) Asia Pac J Public Health. 2017[23]

## 著書
- 『みちしるべー甲状腺検査の疑問と不安に応えるために』(POFF出版)　2020.8 [3]
- 『福島の甲状腺検査と過剰診断－子どもたちのために何ができるかー』髙野徹　緑川早苗　大津留晶　菊池誠　児玉一八（あけび書房）2021.8 [1]

## インタビュー、新聞記事等
- 福島レポート　SYNODOS 自分の「ものさし」を持つということ――福島の甲状腺検査と住民の健康を本当に見守るために 緑川早苗氏インタビュー（聞き手・構成 / 服部美咲)[10]
- 福島レポート　SYNODOS 「福島の子どもは、大丈夫です」――甲状腺検査の現場から 早野龍五×緑川早苗 / 服部美咲[24]
- 論座　福島の甲状腺検査の倫理的問題を問う（第一部）　細野豪志　衆議院議員　緑川早苗[2]。
- 論座　福島の甲状腺検査の倫理的問題を問う（第二部）　細野豪志　衆議院議員　緑川早苗[25]。
- 論座　福島の甲状腺検査の倫理的問題を問う（第三部）　細野豪志　衆議院議員　緑川早苗[11]。
- 論座　現在の福島では甲状腺検査を継続することは正当化されない　見直しを行わない「不作為」がもたらすもの緑川早苗　宮城学院女子大学教授／POFF（ぽーぽいフレンズふくしま）共同代表[26]。
- 過剰診断で悲しむ人をゼロにしたい　福島原発事故の教訓から　対談・座談会髙野徹，緑川早苗，服部美咲2021.02.15 週刊医学界新聞（通常号）：第3408号[27]
- 朝日新聞　学校での甲状腺検査、見直しを　専門医の緑川早苗さん　福地慶太郎記者[28]
- 産経新聞　福島「被曝による甲状腺がんは心配ない」　宮城学院女子大の緑川早苗教授インタビュー　奥原慎平記者[29]
- 甲状腺癌の過剰診断の理解促進を宮城学院女子大学教授緑川早苗 公益財団法人山口内分泌疾患研究振興財団内分泌に関する最新情報 2021年9月[30]
- 日本甲状腺学会雑誌 12巻 1号Editorials 特集1 甲状腺癌の過剰診断を考える 緑川早苗（編集）日本甲状腺学会雑誌 12巻 1号 特集1 甲状腺癌の過剰診断を考える 緑川早苗（編集)[15]。

## 所属する会
- POFF ぽーぽいフレンズふくしま[31]
- 若年型甲状腺癌研究会 (JCJTC) [32]